# Pachycephalosauridae
Čeleď Pachycephalosauridae byla skupinou býložravých dvounohých ptakopánvých dinosaurů, žijících v období křídy na území několika kontinentů. Formálně byl tento taxon stanoven roku 1945 paleontologem Charlesem Mortramem Sternbergem.

## Popis
Jejich velikost kolísala od desítek centimetrů až po zhruba 8 metrů. Typickým znakem byla kupolovitě ztluštělá lebka, vytvářející jakýsi "helmovitý" tvar hlavy. Tito býložravci žili zřejmě ve stádech a stávali se častou kořistí teropodních dinosaurů. Je možné, že se utkávali v ritualizovaných vnitrodruhových zápasech, hlavami se však zřejmě nesráželi. Spíše snad útočili na měkký bok protivníka. Někteří paleontologové se nicméně domnívají, že jejich kupolovitá zesílená lebeční klenba mohla sloužit k obraně před predátory i k ritualizovaným vnitrodruhovým zápasům.
Typickým chováním zástupců této skupiny byly patrně právě tyto vnitrodruhové souboje v podobě srážení hlavami (lebečními dómy). Ačkoliv existují i jiné hypotézy, toto chování nachází pevnou podporu v některých novějších výzkumech fosilních lebek pachycefalosauridů. Tito dinosauři se tedy utkávali v soubojích, při kterých se pravděpodobně sráželi svými kupolovitými lebkami, a to až rychlostí kolem 6,7 m/s (24,1 km/h).
Podle výzkumu prezentovaného v roce 2022 mohli tito dinosauři spíše než srážení hlavami preferovat kopání oběma zadníma nohama, podobně jako dnešní klokani.

## Druhová rozmanitost
Pachycefalosauři patří mezi nejméně početné skupiny dinosaurů. Celkem je k červenci roku 2020 známo asi 22 druhů těchto ptakopánvých dinosaurů. To z nich činí pomyslně až sedmou nejpočetnější skupinu druhohorních dinosaurů, po teropodech (486), sauropodomorfech (373), ornitopodech (216), rohatých dinosaurech (ceratopsech, 114), ankylosaurech (95) a stegosaurech (28).

## Otázka masožravosti
Na základě stavby zubů pachycefalosaurů se někteří vědci domnívají, že alespoň u některých druhů z této skupiny se mohla vyskytovat částečná masožravost.

## Zástupci čeledi
- Acrotholus
- Alaskacephale
- Amtocephale
- Dracorex
- Foraminacephale
- Gravitholus
- Hanssuesia
- Homalocephale možná
- Micropachycephalosaurus
- Ornatotholus
- Pachycephalosaurus
- Platytholus
- Prenocephale
- Sinocephale
- Sphaerotholus
- Stegoceras
- Stygimoloch
- Texacephale
- Tylocephale
- Wannanosaurus
- ?Yaverlandia (zřejmě teropod)